# Gerhard von Nassau

Das Wappen der Grafen von Nassau

Gerhard von Nassau († zwischen 7. April 1312 und 20. September 1314) war ein Geistlicher aus dem Haus Nassau. Er war wahrscheinlich der erste Nassauer in den Niederlanden.

## Leben
Gerhard war der fünfte Sohn des Grafen Heinrich II. dem Reichen von Nassau und Mathilde von Geldern und Zütphen, die jüngste Tochter des Grafen Otto I. von Geldern und Zütphen und Richardis von Scheyern-Wittelsbach. Gerhard wird erstmals in einer Urkunde aus dem Jahr 1247 erwähnt.
Gerhard verfolgte eine kirchliche Laufbahn und bekleidete folgende Ämter:
- Propst des Kapitels der Liebfrauen in Aachen, erwähnt am 21. November 1259, 27. Juni 1298 und 7. April 1312.[1]
- Archidiakon in Lüttich 1259–1290 und 1301–1310.[2]
- Archidiakon der Ardennen, erwähnt 1262 und 1270.[1]
- Propst des Kapitels der Liebfrauen in Maastricht, erwähnt 1266, 1273 und 1275.[1]
- Archidiakon der Kempen nach 1274.[1]
- Propst des Kapitels der St.-Plechelmus in Oldenzaal 1276–1277.[1]
- Propst des Kapitels der St.-Peter in Lüttich im Jahr 1278.[1][2]
- Kanoniker der Lambertuskathedrale in Lüttich.[1][3]
- Propst des Kapitels der St.-Walburg in Tiel von 1284 bis 28. April 1303.[1]
- Kanoniker der St.-Martin in Mainz im Jahr 1301.[2]

Gerhard starb zwischen dem 7. April 1312 und dem 20. September 1314. Das Anniversarium wurde in Aachen am 2. Mai und in Lüttich am 6. Juni gefeiert. Gerhard wurde vor dem St.-Nikolausaltar in die Liebfrauen in Aachen beigesetzt.

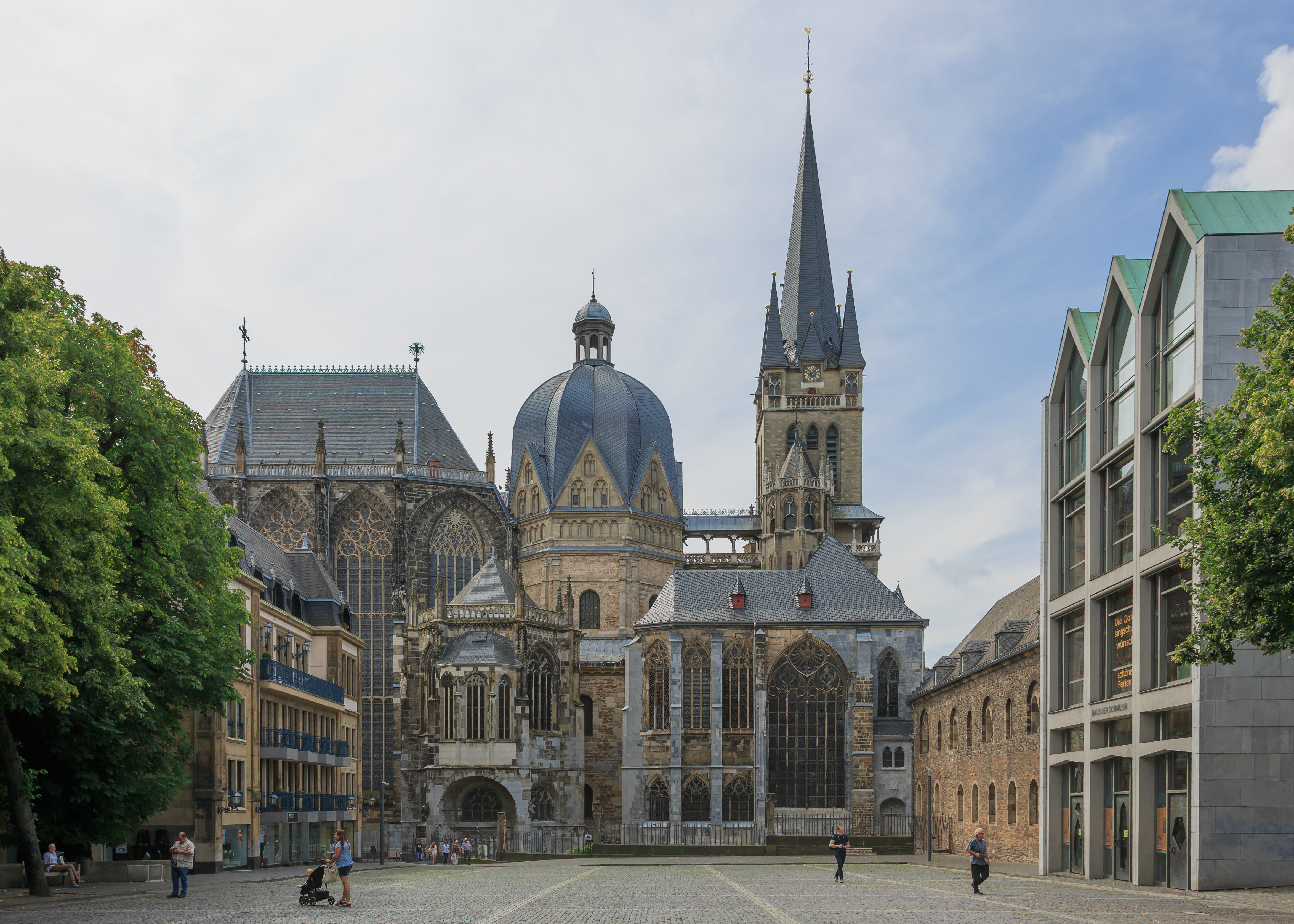
Aachener Dom
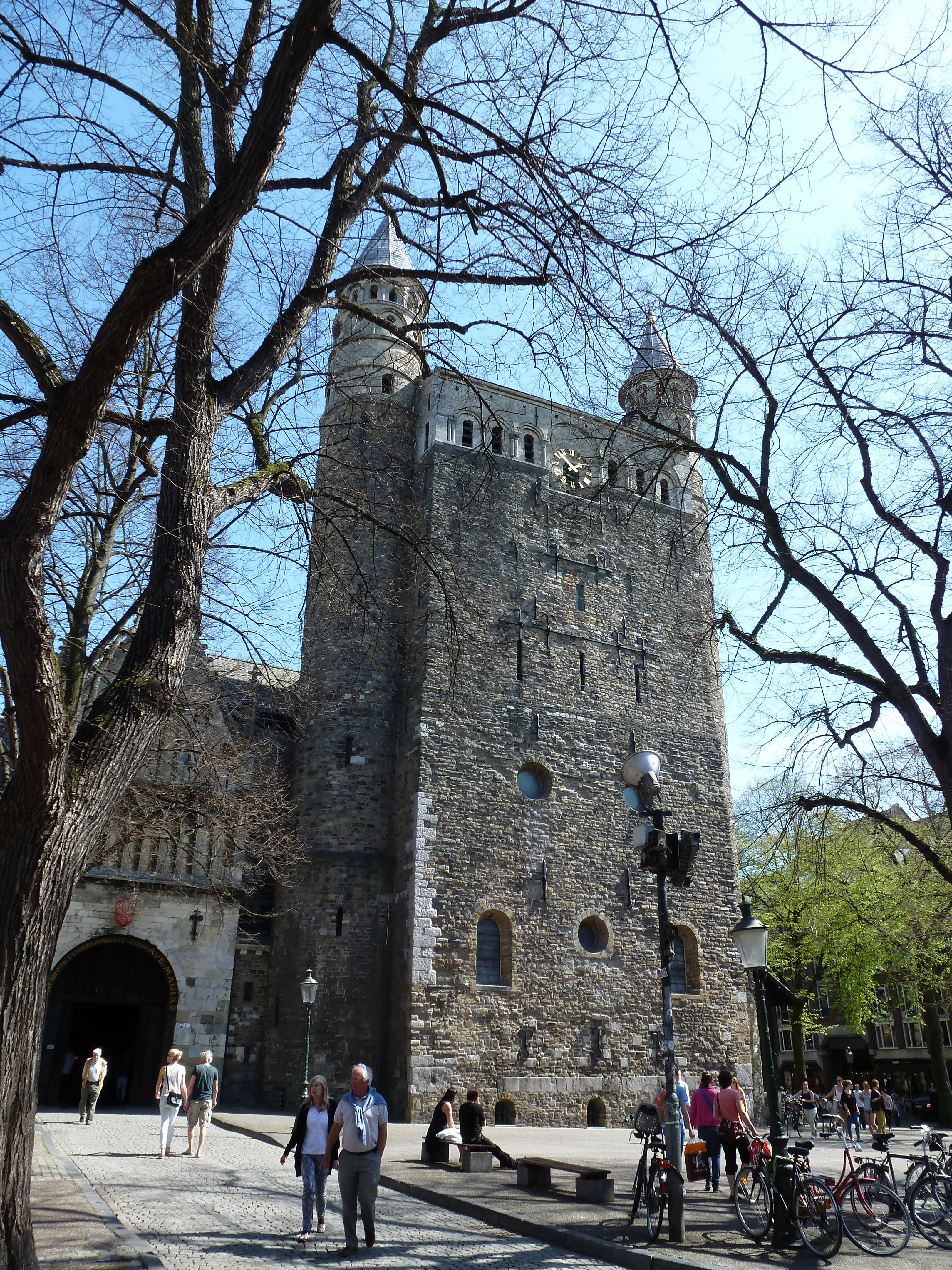
Liebfrauenbasilika, Maastricht
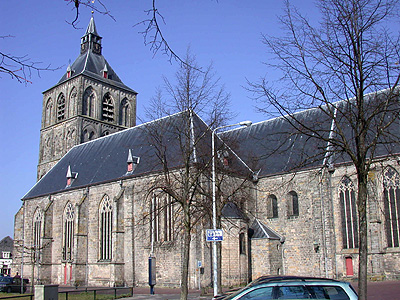
St.-Plechelmus-Basilika, Oldenzaal
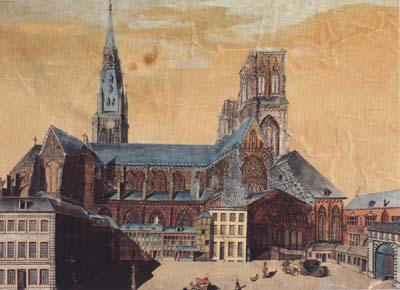
Lambertuskathedrale, Lüttich